# Championnat de Zambie de football 1998
Navigation
Saison précédente Saison suivante
La saison 1998 du Championnat de Zambie de football est la trente-septième édition de la première division en Zambie. Les seize meilleures équipes du pays sont regroupées au sein d'une poule unique où elles s'affrontent deux fois, à domicile et à l'extérieur. En fin de saison, les quatre derniers du classement sont relégués et remplacés par les deux premiers de chacune des deux groupes géographiques de Zambian Second Division, la deuxième division zambienne.
C'est le club de Nchanga Rovers FC qui remporte le championnat cette saison après avoir terminé en tête du classement, avec sept points d'avance sur Kabwe Warriors FC et huit sur les Nkana Red Devils. C'est le 2e titre de champion de Zambie de l'histoire du club après celui remporté en 1980.
Le vainqueur du championnat se qualifie pour la Ligue des champions de la CAF tandis que le vainqueur de la Coupe de Zambie obtient son billet pour la Coupe des Coupes. Le meilleur club non qualifié pour les deux compétitions participe à la prochaine édition de la Coupe de la CAF.
Pour une raison indéterminée (exclusion ou forfait), le club de Roan United FC n'a pas terminé le championnat et ne figure pas au classement final; l'ensemble des résultats de ses matchs a été annulé. Cependant, le club participe de nouveau au championnat la saison prochaine.

## Les clubs participants
| - Nkana Red Devils - Power Dynamos FC - Mufulira Wanderers FC - Kalulushi FC - Ministry of Finance FC - Promu de Second Division - Nchanga Rovers FC - Konkola Blades FC - City of Lusaka FC | - Nkwazi FC - Promu de Second Division - Zanaco FC - Zamsure FC - Railway Express FC - Promu de Second Division - Roan United FC - Ndola United FC - Promu de Second Division - Kabwe Warriors FC - Lusaka Dynamos FC |

## Compétition
Le barème de points servant à établir les classements se décompose ainsi :
- Victoire : 3 points
- Match nul : 1 point
- Défaite : 0 point

### Classement
| Rang | Équipe                  | Pts | J  | G | N | P | Bp | Bc | Diff |
| ---- | ----------------------- | --- | -- | - | - | - | -- | -- | ---- |
| 1    | Nchanga Rovers FC       | 56  | 28 |   |   |   |    |    |      |
| 2    | Kabwe Warriors          | 49  | 28 |   |   |   |    |    |      |
| 3    | Nkana Red Devils        | 48  | 28 |   |   |   |    |    |      |
| 4    | Konkola Blades FCC      | 44  | 28 |   |   |   |    |    |      |
| 5    | Nkwazi FCP              | 43  | 28 |   |   |   |    |    |      |
| 6    | Power Dynamos FCT       | 43  | 28 |   |   |   |    |    |      |
| 7    | Mufulira Wanderers FC   | 38  | 28 |   |   |   |    |    |      |
| 8    | Kalulushi FCP           | 36  | 28 |   |   |   |    |    |      |
| 9    | Railway Express FC      | 35  | 28 |   |   |   |    |    |      |
| 10   | Zanaco FC               | 34  | 28 |   |   |   |    |    |      |
| 11   | Lusaka Dynamos FC       | 33  | 28 |   |   |   |    |    |      |
| 12   | Zamsure FC              | 32  | 28 |   |   |   |    |    |      |
| 13   | City of Lusaka FC       | 22  | 28 |   |   |   |    |    |      |
| 14   | Ndola United FCP        | 16  | 28 |   |   |   |    |    |      |
| 15   | Ministry of Finance FCP | 16  | 28 |   |   |   |    |    |      |

|  | Qualification pour la Ligue des champions de la CAF 1999                             |
|  | Qualification pour la Coupe des Coupes 1999                                          |
|  | Qualification pour la Coupe de la CAF 1999                                           |
|  | Relégation directe en Second Division                                                |
|  | T : Tenant du titre C : Vainqueur de la Coupe de Zambie P : Promu de Second Division |

- Pour une raison indéterminée, c'est Lusaka Dynamos FC et non Zamsure FC qui est relégué en fin de saison.

## Bilan de la saison
| Championnat de Zambie de football 1998 |                              |
| Champion                               | Nchanga Rovers FC (2e titre) |
| Coupes et trophées                     |                              |
| Vainqueur de la Coupe de Zambie 1998   | Konkola Blades FC            |
| Qualifications continentales           |                              |
| Ligue des champions de la CAF 1999     | Nchanga Rovers FC            |
| Coupe des Coupes 1999                  | Power Dynamos FC             |
| Coupe de la CAF 1999                   | Nkana Red Devils             |
| Promotions et relégations              |                              |
| Promus en Premier League               | Ndola Wanderers FC           |
| Promus en Premier League               | Mufulira Blackpool FC        |
| Promus en Premier League               | Green Buffaloes FC           |
| Promus en Premier League               | Lusaka Tigers FC             |
| Relégués en Second Division            | Ministry of Finance FC       |
| Relégués en Second Division            | Ndola United FC              |
| Relégués en Second Division            | City of Lusaka FC            |
| Relégués en Second Division            | Lusaka Dynamos FC            |